# Tiefwassertaucher unterm Dach
Tiefwassertaucher unterm Dach ist ein österreichischer Fernsehfilm aus dem Jahr 2024 von Regisseur und Drehbuchautor Rupert Henning  mit Martina Ebm und Hanno Koffler. Premiere der Tragikomödie war am 5. April 2024 auf der Diagonale.

## Handlung
Annie Breuer ist eine alleinerziehende Mutter Mitte 30. Sie wohnt mit ihren beiden Kindern Tino und Lena im obersten Stockwerk eines alten Mietshauses in der Wiener Vorstadt. Annie leidet an einem organischen Psychosyndrom, manchmal hat sie bessere und manchmal schlechtere Tage. Sie zweifelt daran, ob sie all den an sie gestellten Aufgaben und Anforderungen gewachsen ist.
Richard hat die Vaterrolle viele Jahre wenig interessiert und er hat eine Karriere in England der gemeinsamen Kindererziehung vorgezogen. Jetzt ist er wieder zurück in Wien und möchte sich um Lena kümmern. Annie lässt Richards Erscheinen verzweifeln. In dieser Situation erhält sie Unterstützung von den anderen Bewohnern des Miethauses, etwa wenn es darum geht, dem Jugendamt zu beweisen, dass sie ihrer Fürsorgepflicht nachkommt. Und Richard muss erkennen, dass sich Vaterliebe nicht gerichtlich erzwingen lässt.

## Produktion und Hintergrund
Die Dreharbeiten fanden ab dem 21. August 2023 statt.
Produziert wurde der Film von der Gebhardt Productions (Produzenten Florian Gebhardt und Gregor Schmalix) in Koproduktion mit der WHee Film (Produzenten Isabelle Welter und Rupert Henning), beteiligt waren der Österreichische und der Mitteldeutsche Rundfunk.
Die Kamera führte Josef Mittendorfer, die Musik schrieb Kyrre Kvam, die Montage verantwortete Lisa Zoe Geretschläger und das Casting Marion Rossmann und Angelika Kropej. Das Kostümbild gestaltete Christine Ludwig, das Szenenbild Julia Oberndorfinger und Vero Tupy, den Ton Axel Traun und Bernhard Zorzi und das Maskenbild Ursula Braun und Wiltrud Derschmidt.

## Rezeption
Christian Pogatetz schrieb in der Kleinen Zeitung, dass die tragikomische Gratwanderung nicht immer gelinge, billige Pointen und hölzerne Dialoge bremsten den Spaß zuweilen. Die Darstellung der nichtsnutzigen Generation-Z-WG scheine überholt und von Klischees überhäuft. Sobald aber die Grenzen zwischen diesen grundverschiedenen Welten endgültig einzureißen drohen, könne man sich der positiven Kraft nicht mehr komplett entziehen. Als Plädoyer für ein ziviles, unvoreingenommenes Miteinander sei das alles schon ziemlich nett.